# Tuvia prima
Tuvia prima är en urinsektsart som beskrevs av Grinbergs 1962. Tuvia prima ingår i släktet Tuvia och familjen Isotomidae. Inga underarter finns listade i Catalogue of Life.